# ドクター・キリコ
ドクター・キリコは、手塚治虫の漫画『ブラック・ジャック』に登場する架空の医師。

## 概要
安楽死の必要性と正しさを信念とする医師。軍医時代に、戦場で満足に治療が受けられず、瀕死の重傷に苦しむ兵士たちを安楽死させて感謝された経験から、「完治の見込みのない患者を下手に生存させ苦しませ続けるよりも、安らかに息を引き取らせた方が良い」という信念を持つようになり、死に神の化身の異名を取りながら、特殊な薬品や機器を用いての安楽死を請け負うようになった。
主人公であるブラック・ジャックとは相反する存在であり、医学の限界や医師が果たすべき役割といった、手塚治虫が伝えたかった命題を際立たせる重要なキャラクターの一人となっている。

## 人物像

### 容姿
長い銀髪（軍医時代は丸刈り）に眼帯をした長身痩躯の姿で描かれている。
年齢に関しては、シリーズを通してまったく言及されたことはない。軍医だったことは描かれているが、いつの戦争でどこの国の軍医をしていたのかは不明である。

### 死生観
相反する立場であるブラック・ジャックからは皮肉を込めて「殺し屋」「殺人鬼」などとも呼ばれているが、キリコの安楽死に対する信条はあくまでも「生きようとする意志がなく医術的にも手の施しようのない患者への救済行為として行う最終手段」であり、その信条に背くような過剰な殺生行為はしておらず、作中でも「治せる患者は治す」「できる限りこれ（安楽死）は使いたくない」「自殺の手伝いなどできるか！ 俺の仕事は神聖なんだ！」と明言もしている。
心臓病の治療薬と勘違いした少年に安楽死用の薬を盗まれ、彼の病身の母に服用されてしまうという失態を犯した際には、ブラック・ジャックにフォローされつつも最後まで患者の命を救おうと尽力していた。その後、ブラック・ジャックから「命を活かすことと安楽死で殺すことのどちらがよいか？」と皮肉られた時には、「命が助かるにこしたことはない」と返答している。

## 技術
安楽死の方法は複数あり、毒物注射や飲み薬を用いる方法のほか、特殊な機器を用いた超音波によって呼吸中枢を麻痺させる方法などがある。なお、飲み薬についてはキリコが仕入れた後に第三者の手によって誤用されたため、未使用に終わっている。
安楽死の値段についてはあまり描写されないが「いかに気持ちよく死ねるか」で値段が前後する。一度だけ描写された呼吸中枢を麻痺させる方法では患者に100万円を要求していた。

## 家族
第79話「弁があった！」では、妹・ユリが父を連れて登場する。父は穴の見付からない奇妙な縦隔気胸を患っており、治療法を見出せなかったキリコはやむなく安楽死させることを決意した。ユリは安楽死を阻止しようとブラック・ジャックに治療を頼み、助かる手立てが見つかったが、キリコが密かに注射した毒物により父は死んでしまった。
ユリは第146話「99.9パーセントの水」にも登場し、南米で奇病に感染したキリコの治療をブラック・ジャックに願い出た。この時、キリコは自らを安楽死させようとしたが、ブラック・ジャックの手によって一命を取り留めた。

## 登場話
以下の9話に登場する。初出後に改題されたエピソードも存在し、第46話「恐怖菌」の原題は「死に神の化身」、第146話「99.9パーセントの水」の原題は「限りなく透明に近い水」である。
- 初出誌掲載号 ： 『週刊少年チャンピオン』（1973年 - 1983年、秋田書店）
- 新書 ： 少年チャンピオンコミックス『ブラック・ジャック』全25巻（1974年 - 1995年、秋田書店）
- 全集 ： 手塚治虫漫画全集『ブラック・ジャック』全22巻＋『鉄腕アトム』別巻1（1977年 - 1996年、講談社）
- 文庫 ： 秋田文庫「BLACK JACK」全17巻＋「TreasureBook」（1993年 - 2008年、秋田書店）
- 新装版 ： 少年チャンピオンコミックス・スペシャル『ブラック・ジャック』全17巻（2004年 - 2005年、秋田書店)
- 文庫全集 ： 手塚治虫文庫全集『ブラック・ジャック』全12巻＋『鉄腕アトム』別巻（2010年、講談社）
- 大全集版 ： 『ブラック・ジャック大全集』全15巻（2012年 - 2013年、復刊ドットコム）

| 話数    | 初出誌掲載号   | サブタイトル       | 新書 | 全集 | 文庫 | 新装版 | 文庫全集 | 大全集版 |
| ------- | -------------- | ------------------ | ---- | ---- | ---- | ------ | -------- | -------- |
| 第46話  | 1974年10月28日 | 恐怖菌             | 17   | 19   | 6    | 3      | 3        | 3        |
| 第56話  | 1975年1月6日   | ふたりの黒い医者   | 9    | 4    | 3    | 4      | 3        | 4        |
| 第79話  | 1975年6月30日  | 弁があった！       | 10   | 14   | 5    | 6      | 4        | 5        |
| 第106話 | 1976年1月12日  | 浦島太郎           | 9    | 10   | 14   | 7      | 5        | 7        |
| 第128話 | 1976年6月21日  | 最後に残る者       | 13   | -    | -    | -      | -        | 8        |
| 第146話 | 1976年11月8日  | 99.9パーセントの水 | 11   | 16   | 5    | 10     | 7        | 9        |
| 第177話 | 1977年6月20日  | 死への一時間       | 13   | 5    | 8    | 13     | 9        | 11       |
| 第191話 | 1977年11月21日 | 小うるさい自殺者   | 22   | 18   | 13   | 14     | 10       | 12       |
| 第229話 | 1978年9月18日  | 人生という名のSL   | 20   | 18   | 11   | 16     | 11       | 14       |

## ドクター・キリコを演じた人物

### アニメ声優
- 山路和弘（OVA版）
- 鹿賀丈史（劇場版）
- 速水奨（テレビアニメ）
- 田中秀幸（インターネットアニメ）
- 諏訪部順一（ヤング ブラック・ジャック）

### その他の声優
- 若本規夫（劇場版予告）
- 清水綋治（ラジオドラマ）

### 実写俳優
- 草刈正雄（OV版）
- 森本レオ（TBS版）
- 石橋静河（テレビ朝日版）

2024年の実写テレビドラマ版では、性別を「女性」に変更して描かれた。これについて番組プロデューサーは「海外で安楽死をサポートする団体には、なぜか女性の姿が多い印象があった。脚本の森下佳子さんと相談しているうち、『優しい女神』のような存在が、苦しむ人のそばにいて死へと導くのかもしれない、と想像するようになった」と語っている。放送後、安楽死ではなく自殺幇助と受け取れる台詞に対し、一部から批判の声があがった。

## 他作品での登場
作者の手塚治虫が自分の作品でスター・システムを採用しているため、他作品においても登場している。
- 『火の鳥（乱世編）』では、大夫房覚明役で登場。粗暴な木曽義仲に仕える軍師の役を担う僧侶であり、義仲に火焔鳥を手に入れる事を唆した。
- 『プライム・ローズ』にはキリコ殿下として登場。

### スピンオフ作品
スピンオフ作品として、『Dr.キリコ 白い死神』が別冊ヤングチャンピオンにて、2016年5月号から2018年12月号まで連載された。

## ドクター・キリコ事件
1998年には安楽死を扱うウェブサイトに「ドクター・キリコ」を名乗る人物が現れ、相談に訪れた自殺志願者の女性に青酸カリを送付して服用した女性が死亡するという事件が発生した。